# Turkowice (stacja kolejowa)
Turkowice – dawna handlowa stacja kolejowa kolejki wąskotorowej w Turkowicach, w gminie Werbkowice, w powiecie hrubieszowskim, w województwie lubelskim.